# Diagnóstico diferencial
Em medicina, diagnóstico diferencial é um método sistemático usado para identificar doenças. É feito, essencialmente, por processo de eliminação. Nem todo diagnóstico médico é diferencial.
O diagnóstico diferencial pode ser definido como uma hipótese formulada pelo médico - tendo como base a sintomatologia (sinais e sintomas) apresentada pelo paciente durante o exame clínico - segundo a qual ele restringe o seu diagnóstico a um grupo de possibilidades que, dadas as suas semelhanças com o quadro clínico em questão, não podem deixar de ser elencadas como provável. A partir do diagnóstico diferencial, o médico pode selecionar testes terapêuticos, ou ainda, exames complementares específicos a fim de se obter um diagnóstico final ou de certeza.

## Requisitos para a emissão de um diagnóstico diferencial
Existe uma série de fatores necessários prévios à emissão de um diagnóstico diferencial. Em primeiro lugar, o processo não é unilateral, então requer sensibilidade e responsabilidade de ambas as partes: profissional e paciente.
O médico deve ter grande técnica clínica, a qual é formada pelo conjunto de experiência médica e capacidade cognitiva.
Para que as hipóteses sejam válidas, estas devem ter consistência lógica e fundamentação científica, além de haver a possibilidade de serem diferenciadas experimentalmente. No processo de geração e refutação de hipóteses, persiste a que, sob avaliação crítica, se considera a mais provável. Esta ação é a característica fundamental do diagnóstico diferencial e acontece durante todo o ato médico.